# Hungry Ghosts
| 전문가 평가       | 전문가 평가 |
| 총 점수           | 총 점수     |
| 출처              | 점수        |
| ----------------- | ----------- |
| 메타크리틱        | 74/100      |
| 평가 점수         |             |
| 출처              | 점수        |
| AllMusic          | [ 3 ]       |
| Alternative Press | [ 4 ]       |
| Gaffa             | [ 5 ]       |
| Paste             | 7.8/10      |
| PopMatters        | [ 7 ]       |
| Rolling Stone     | [ 8 ]       |
| Under the Radar   | [ 9 ]       |

《Hungry Ghosts》는 미국의 록 밴드 오케이 고의 네 번째 스튜디오 음반이다. 이 음반은 2014년 10월 14일에 밴드 자체 파라카우트 음반사로 발매되었고 데이브 프리드먼과 토니 호퍼가 프로듀싱했다. 2010년 《Of the Blue Color of the Sky》 이후 이 밴드의 첫 번째 스튜디오 음반은 가사가 대부분 관계의 장단점을 다룬 콘셉트 음반이다. 이 음반은 이전 스튜디오 음반보다 더 전자적이고 현대적인 접근 방식을 가지고 있다. 이 음반은 뉴욕 카사다가에 있는 데이브 프리드먼의 타박스 로드 스튜디오에서 3년에 걸쳐 녹음되었다. 이 음반은 음악 평론가들로부터 대체적으로 호의적인 평가를 받았고 빌보드 200에서 74위를 차지했다.
이 밴드는 이 음반의 다섯 개의 공식 싱글을 뮤직 비디오 〈The Writing's on the Wall〉, 〈I Will't Let You Down〉, 〈Upside Down & Inside Out〉, 〈The One Moment〉, 〈Obsession〉과 함께 발매했다. 〈The Writing's on the Wall〉의 뮤직 비디오는 2014년 MTV 비디오 뮤직 어워드에서 최우수 시각 효과상을 수상했지만 DJ 스네이크와 릴 존의 최우수 연출상인 〈Turn Down for What〉에 패했다. 〈I Will't Let You Down〉 뮤직 비디오는 2015년 MTV 비디오 뮤직 어워드에서 최우수 안무상 후보에 올랐으며, 이후 수상했다.

## 구성
《Hungry Ghosts》는 일렉트로닉 록, 파워 팝, 디스코의 요소들을 특징으로 한다. 오케이 고의 프론트맨 데미안 쿨라시는 《Hungry Ghosts》를 그들의 이전 세 개의 스튜디오 음반처럼 "스타일적으로 꽤 다양하지만 EDM과 같은 방식은 아니다"라고 말했다. 그는 이 음반의 일부는 "매우 현대적"이며, 일부 트랙은 "거의 전적으로 결함이 있는 전자 사운드로 만들어졌다"고 말했고, 다른 것들은 프린스, INXS, 뉴 오더를 포함한 1980년대 활동의 영향을 받았다고 말했다. 가사적으로, 이 음반은 주로 관계의 장단점에 대한 것이다.

## 발매
이 음반의 10월 14일, 발매일은 2014년 5월 6일, 발표되었다. 2014년 6월 17일, 《Upside Out》이라는 제목의 샘플러 4트랙 EP가 무료로 발매되었다. 이 음반은 팬들에게 직접 전달되는 플랫폼인 플레지뮤직에서 사전 주문이 가능했다.

## 곡 목록
모든 곡들은 오케이 고에 의해 작사/작곡하였다.
| #   | 제목                          | 재생 시간 |
| --- | ----------------------------- | --------- |
| 1.  | 〈Upside Down & Inside Out〉  | 3:08      |
| 2.  | 〈The Writing's on the Wall〉 | 3:33      |
| 3.  | 〈Another Set of Issues〉     | 3:58      |
| 4.  | 〈Turn Up the Radio〉         | 2:56      |
| 5.  | 〈Obsession〉                 | 3:08      |
| 6.  | 〈I'm Not Through〉           | 3:36      |
| 7.  | 〈Bright as Your Eyes〉       | 2:55      |
| 8.  | 〈I Won't Let You Down〉      | 3:43      |
| 9.  | 〈The One Moment〉            | 3:43      |
| 10. | 〈If I Had a Mountain〉       | 3:19      |
| 11. | 〈The Great Fire〉            | 4:17      |
| 12. | 〈Lullaby〉                   | 3:42      |